# Серро-Ларго (футбольный клуб)
«Се́рро-Ла́рго» (исп. Cerro Largo Fútbol Club) — уругвайский футбольный клуб из города Мело. С 2019 года выступает в Высшем дивизионе уругвайского футбола.

## История
Клуб был основан в 2002 году после объединения всех спортивных клубов почти из всех городов департамента Серро-Ларго. В этом объединение не участвовали лишь команды из города Рио-Бранко. ФК «Серро-Ларго» стал единственным профессиональным спортивным клубом департамента. В 2003 году клуб сразу был допущен для участия во Втором профессиональном дивизионе чемпионата Уругвая.
В сезоне 2007/08 добился впервые в своей истории права выступать в элите уругвайского футбола. Это произошло после победы в стыковых матчах против клуба «Серрито». В своём первом сезоне команда сумела удержаться в Примере и заняла 12-е место в итоговой таблице. По результатам сезона 2009/10 «Серро-Ларго» занял 15-е место и покинул элиту. Во Втором дивизионе 2010/11 команда финишировала на 6 месте, но благодаря победе в стыковом турнире (в плей-офф среди команд, занявших места с 3-е по 6-е) «Серро-Ларго» сумел завоевать третью путёвку в Примеру.
В сезоне 2011/12 «Серро-Ларго» стал единственным клубом элитного уругвайского первенства, который не представляет столицу Уругвая Монтевидео. По его итогам «Серро-Ларго» занял очень высокое для новичка четвёртое место. Летом 2012 года вратарь команды Мартин Кампанья выступил на Олимпийских играх в Лондоне в составе Олимпийской сборной Уругвая.
В 2018 году «Серро-Ларго» впервые в своей истории стал чемпионом Второго дивизиона и вернулся в элитный дивизион чемпионата Уругвая.

## Титулы и достижения
- Победитель Второго дивизиона чемпионата Уругвая (1): 2018
- Высшее место в Примере — 3-е в сезоне 2019

## Участие в международных турнирах
- Кубок Либертадорес (1): 2020 (Второй раунд)
- Южноамериканский кубок (2): 2012 (Первый раунд), 2021